# Oxyprora ascendens
Oxyprora ascendens är en insektsart som först beskrevs av Walker, F. 1869.  Oxyprora ascendens ingår i släktet Oxyprora och familjen vårtbitare. Inga underarter finns listade i Catalogue of Life.